# Геречя Вас
Геречя Вас (словен. Gerečja vas) — поселення в общині Хайдина, Подравський регіон‎, Словенія.